# Raúl Martínez Martínez
Raúl Martínez Martínez (València, 24 de gener de 1978) és un futbolista valencià, que ocupa la posició de davanter. Sorgit del planter del València CF, va debutar en lliga amb el primer equip a la campanya 95/96, tot jugant dos partits. Posteriorment, la seua carrera va prosseguir en equips de divisions més modestes. És recordat perquè al videojoc PC Fútbol en la seua versió 5.0, Raúl Martínez (que apareixia com a jugador del València B) era el millor jugador de cap equip de Segona B amb una puntuació de 74. A més, a causa d'un error de programari, la màquina fitxava al jugador pel preu de la seua clàusula de rescissió, per alta que fora aquesta.